# Konfrontáž
Konfrontáž je forma koláže, která vzájemně konfrontuje obrazy z různých dob a pořízené s různým původním záměrem, aby ilustrovala zvolené téma. Jejím autorem je Jiří Kolář, který začal sestavovat první konfrontáže počátkem 50. let z výstřižků, které nasbíral v předchozích letech. 

## Typy konfrontáží

### Konfrontáž
Sbíráním výstřižků a sestavováním osobních archivů se zabývala řada umělců - z domácích např. Emil Filla a Zbyněk Sekal, ze zahraničních např. Aby Warburg nebo Gerhard Richter.
U Koláře tato forma výtvarného sdělení bezprostředně reagovala na zkušenosti z války, předválečné hospodářské krize a poválečné izolace umělců v komunistickém Československu. Autor kladl vedle sebe sentimentálně půvabné snímky ze společnosti a drastická svědectví o lidech na dně společnosti nebo záběry válečných hrůz. (Každý v tom vězí jinak, 1952, Spáči, 1952, Sbírka Jana a Medy Mládkových, Museum Kampa). 

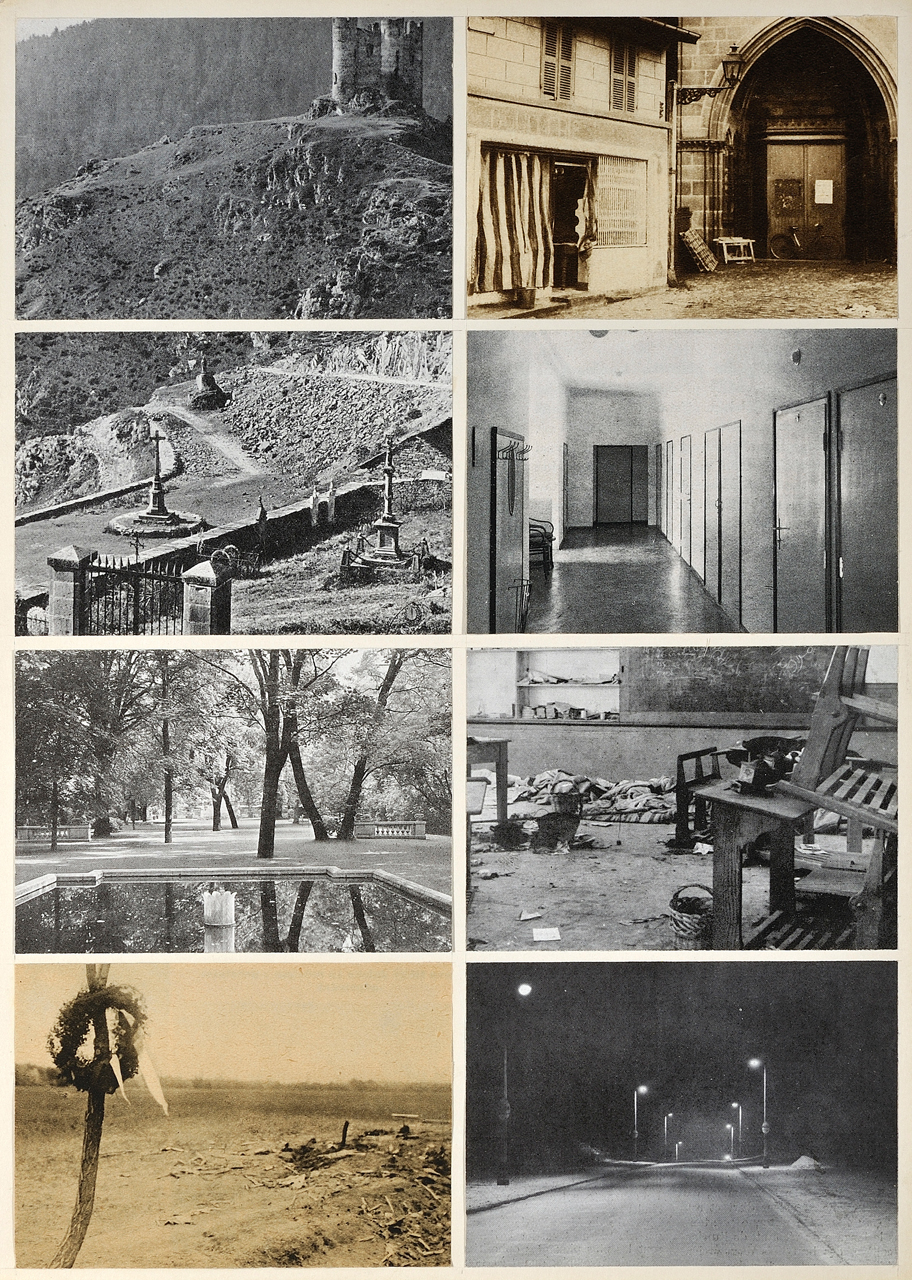
Jiří Kolář, Pustá země (1952), konfrontáž
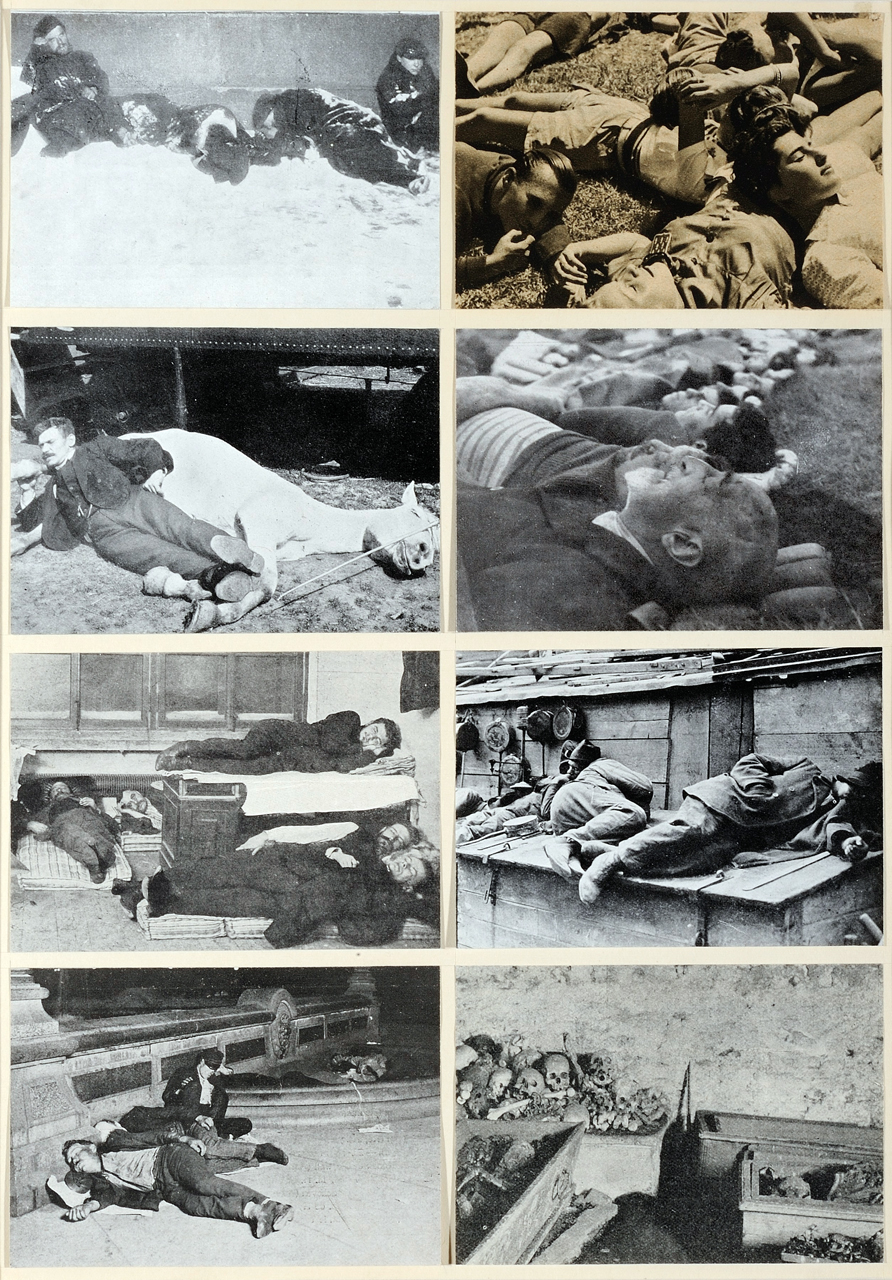
Jiří Kolář, Spáči (1952), konfrontáž

### Raportáž
Metoda koláže, jejímž autorem je Jiří Kolář. Na rozdíl od konfrontáže řadí obrázky, tak aby vytvořily příběh, který má počátek, vystupňování a závěr. Jednotlivé fáze příběhu ilustrují obrázky převzaté z různých zdrojů, které zmnožují významové roviny a podporují divákovu imaginaci.

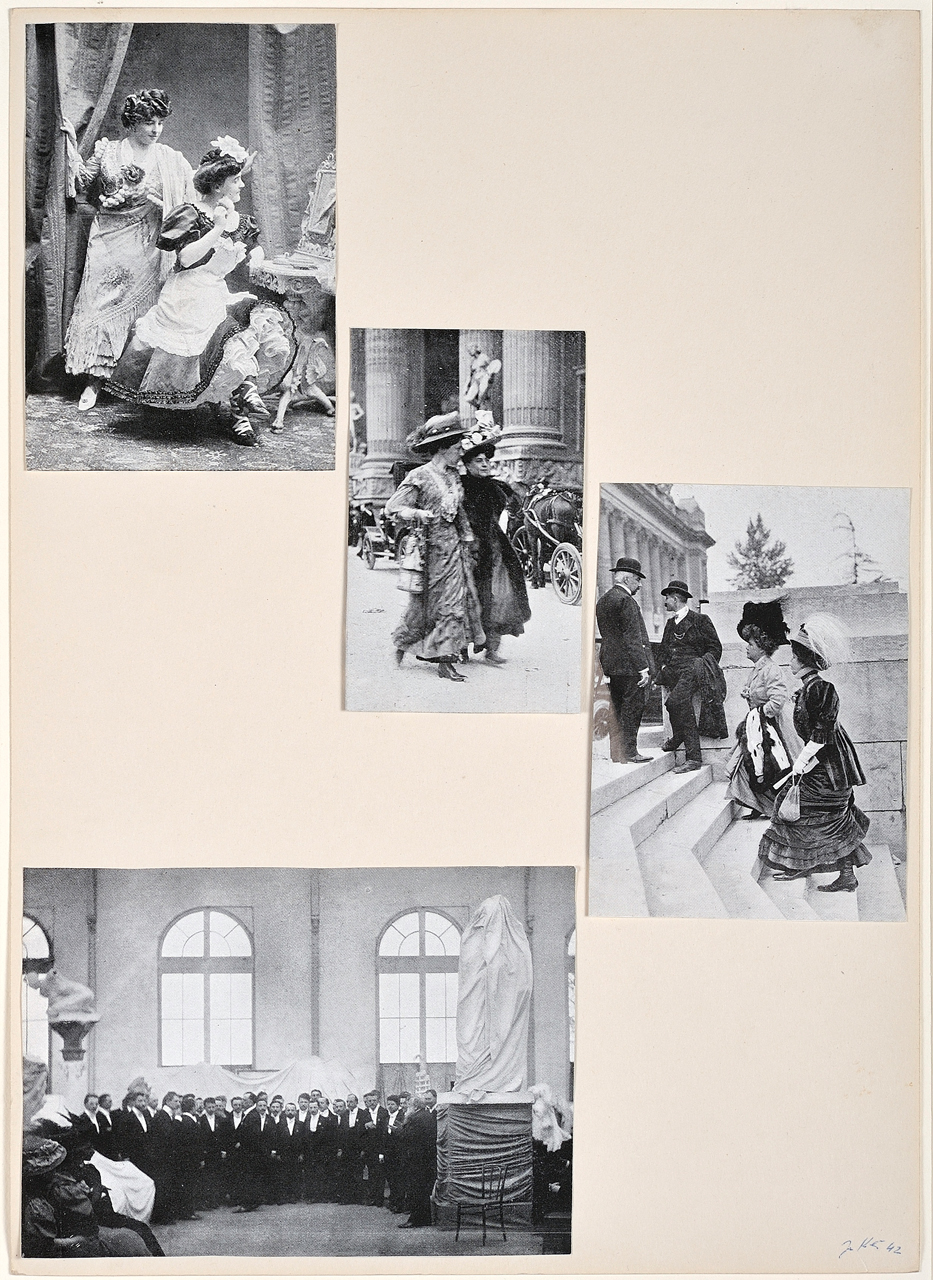
Jiří Kolář, Otevření výstavy (1942), raportáž

### Nalezená koláž
Jiří Kolář tak označoval dobové fotomontáže z časopisů, jakési předchůdce vlastních obrazových koláží (Umění ulice, 1947, Sbírka Jana a Medy Mládkových, Museum Kampa). Autor sbíral tyto obrázky se záměrem vydat publikaci o "městském folkloru", ke které nedošlo.
Některé výstřižky seřadil do souborů a nazval je antianatomie. (Městský folklor, 1949, Sbírka Jana a Medy Mládkových, Museum Kampa). 

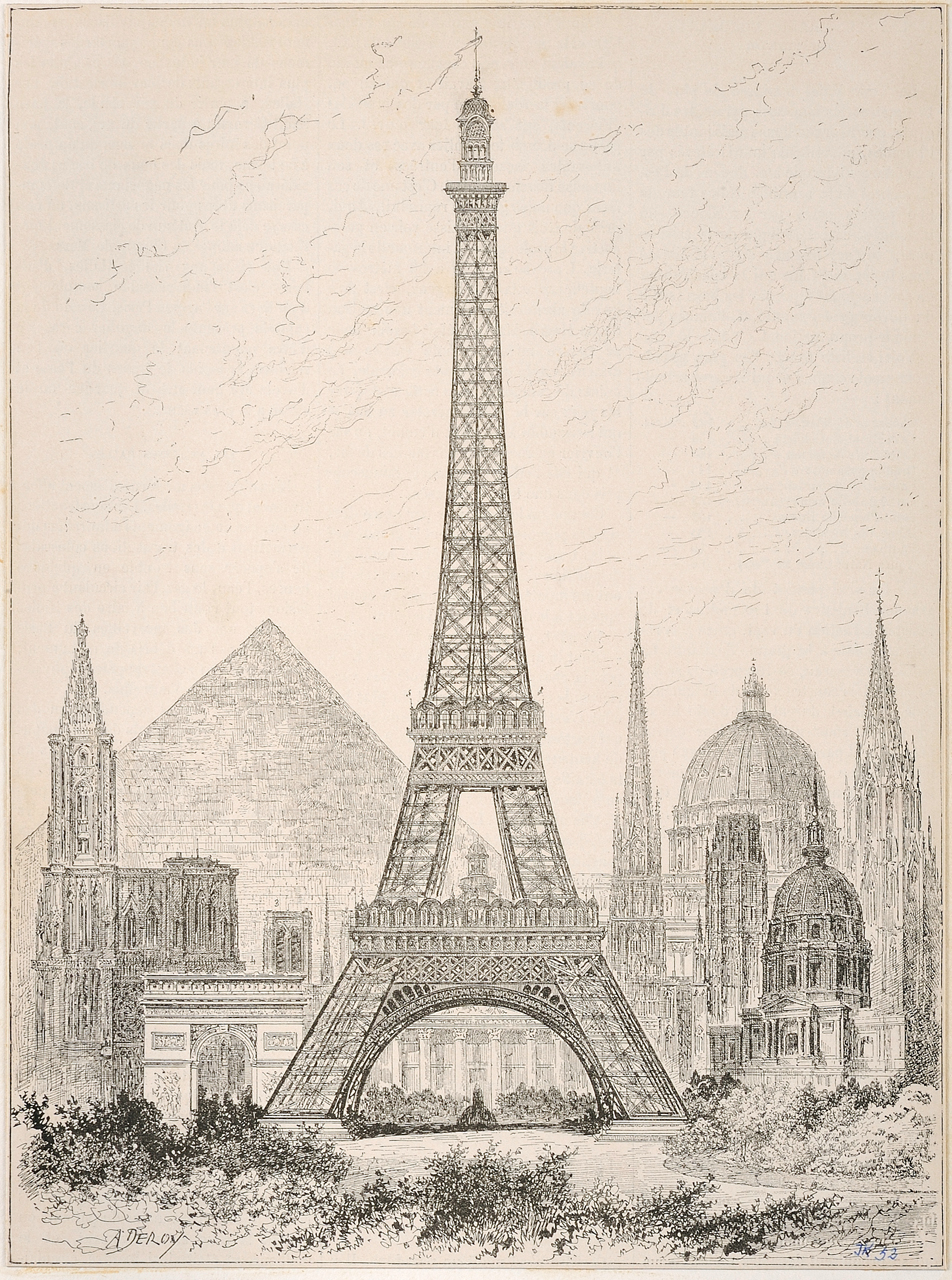
Jiří Kolář, Paříž (1952), nalezená koláž
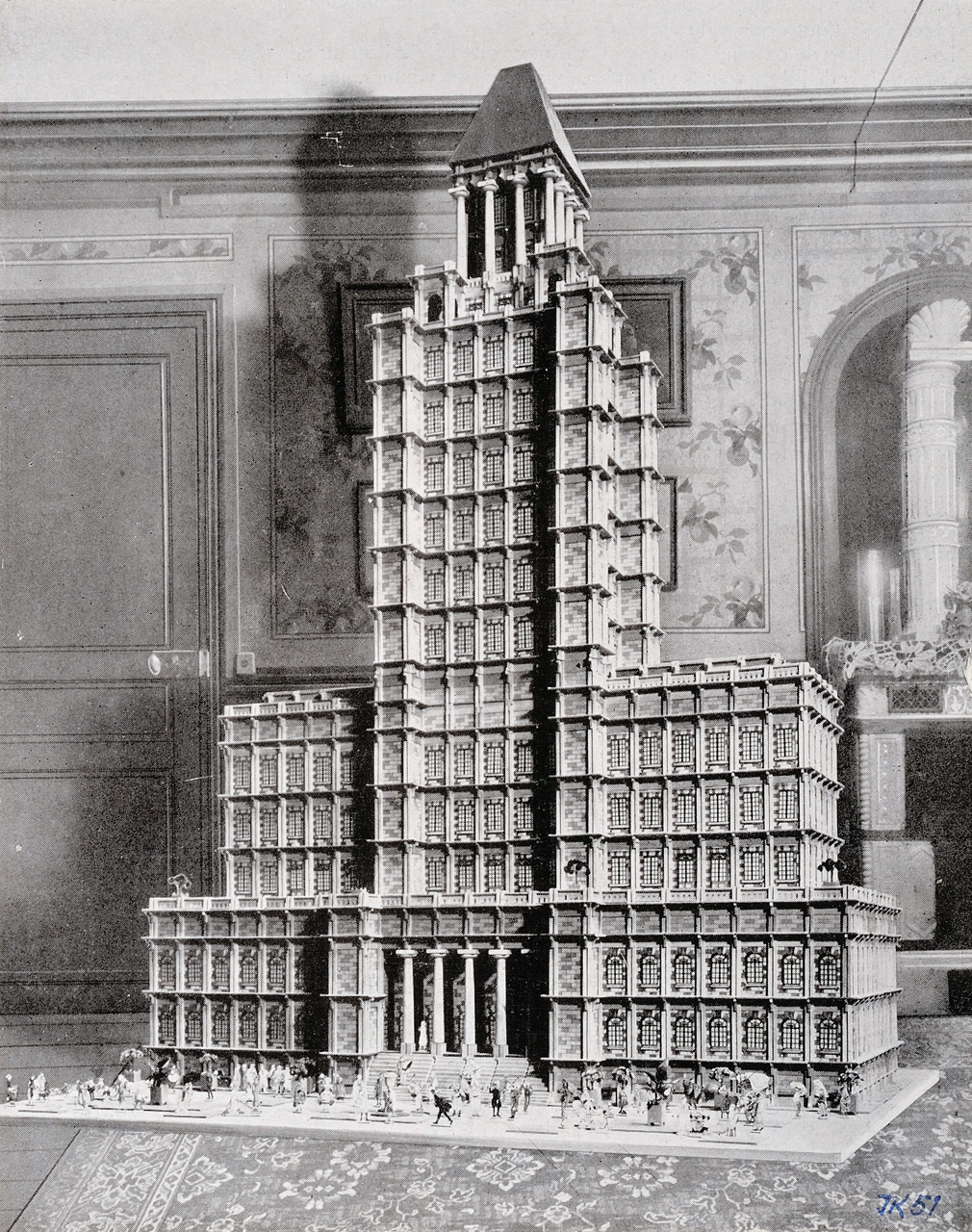
Jiří Kolář, Domácí mrakodrap (1951), antianatomie